# Dare 2b-Trek
El Europcar-Continental-Ottobosley-Trek-Froiz Development Cycling Team es un equipo ciclista propiedad del ganador del Tour de Francia 2006, Óscar Pereiro. 
Nació en 2011 —si bien sus orígenes se remontan a 2008— con el objetivo de formar a jóvenes valores de este deporte, convirtiéndose rápidamente en todo un referente a nivel nacional e internacional.
A lo largo de trayectoria, los patrocinadores principales del equipo han sido Froiz (supermercados, Galicia, 2011-2023), Specialized (bicicletas, Estados Unidos, 2011), Dare 2b (ropa deportiva, Reino Unido, 2012-2013 y 2015-2017), AKI (productos de bricolaje, Comunidad de Madrid, 2014), Trek (bicicletas, Estados Unidos, 2015-2017 y 2019-2023), Eurotex (pinturas, Andalucía, 2017), Sika (productos químicos, Suiza, 2017), Continental (neumáticos, Alemania, 2018-2023), Cupra (automóviles, Cataluña, 2019), Ottobosley (ropa de ciclismo, Galicia, 2019-2023), Lexus (automóviles, Japón, 2021-2022) y Europcar (alquiler de coches, Francia, 2023).
La escuadra es gestionada por la Fundación Óscar Pereiro, con sede en Mos (Pontevedra) y declarada "de interés gallego" por la Junta de Galicia.
Está dirigido por José Teixeira, quien lleva más de cuarenta años vinculado al mundo del ciclismo, desarrollando diferentes funciones dentro de este deporte (desde corredor profesional a director deportivo, llegando a formar parte de algunas de las escuadras más prestigiosas del mundo). Todos los miembros de su equipo técnico han sido ciclistas profesionales.
A los 39 años, Pereiro, que estaba retirado desde 2010, volvió al ciclismo de la mano del equipo para disputar la temporada de cyclo-cross 2016/2017. Anteriormente, el corredor ya había utilizado la estructura del conjunto para participar en las ediciones de 2011 y de 2015 de la carrera de mountain bike Titan Desert (Marruecos).

## Ranking de la RFEC
| Año  | Posición |
| ---- | -------- |
| 2008 | 1.º      |
| 2009 | 1.º      |
| 2010 | 1.º      |
| 2011 | 1.º      |
| 2012 | 1.º      |
| 2013 | 1.º      |
| 2014 | 1.º      |
| 2015 | 5.º      |
| 2016 | 7.º      |
| 2017 | 6.º      |
| 2018 | 1.º      |
| 2019 | 3.º      |
| 2020 | 6.º      |
| 2021 | 2.º      |
| 2022 | 9.º      |
| 2023 | 8.º      |
| 2024 | 13.º     |

## Corredores fichados por equipos profesionales la temporada siguiente
| Temporada | Número de corredores | Corredor                 | Equipo                                         | Categoría del equipo |
| --------- | -------------------- | ------------------------ | ---------------------------------------------- | -------------------- |
| 2008      | 6                    | David Calatayud          | Contentpolis-AMPO                              | ProTeam              |
| 2008      | 6                    | Óscar García-Casarrubios | Contentpolis-AMPO                              | ProTeam              |
| 2008      | 6                    | Marcos García            | Xacobeo Galicia                                | ProTeam              |
| 2008      | 6                    | Raúl García de Mateos    | Andorra-Grandvalira                            | Continental          |
| 2008      | 6                    | Pablo de Pedro García    | Loulé                                          | Continental          |
| 2008      | 6                    | Ángel Vallejo Domínguez  | Loulé                                          | Continental          |
| 2009      | 3                    | José Antonio de Segovia  | Xacobeo Galicia                                | ProTeam              |
| 2009      | 3                    | Edgar Nieto              | LeTua                                          | Continental          |
| 2009      | 3                    | Alexis Rodríguez         | LeTua                                          | Continental          |
| 2010      | 2                    | Carlos Oyarzún           | Movistar                                       | WorldTeam            |
| 2010      | 2                    | Alexis Rodríguez         | LeTua                                          | Continental          |
| 2011      | 0                    | -                        | -                                              | -                    |
| 2012      | 4                    | Jonathan Perdiguero      | Androni Giocattoli-Venezuela                   | ProTeam              |
| 2012      | 4                    | Rubén Martínez           | Caja Rural-Seguros RGA                         | ProTeam              |
| 2012      | 4                    | Moisés Dueñas            | Burgos-BH-Castilla y León                      | Continental          |
| 2012      | 4                    | Raúl García de Mateos    | Louletano-Dunas Douradas                       | Continental          |
| 2013      | 1                    | Ariel Sívori             | Buenos Aires Provincia                         | Continental          |
| 2014      | 3                    | Alejandro Marque         | Efapel                                         | Continental          |
| 2014      | 3                    | Óscar González Brea      | Efapel                                         | Continental          |
| 2014      | 3                    | José Antonio de Segovia  | Louletano-Ray Just Energy                      | Continental          |
| 2015      | 1                    | Martín Lestido           | Tuşnad                                         | Continental          |
| 2016      | 1                    | João Matias              | LA Alumínios-Metalusa-BlackJack                | Continental          |
| 2017      | 1                    | Leonel Coutinho          | Vito-Feirense-BlackJack                        | Continental          |
| 2018      | 1                    | Sergio Vega              | Miranda-Mortágua                               | Continental          |
| 2019      | 2                    | Jesús Arozamena          | Feirense                                       | Continental          |
| 2019      | 2                    | Marc Pritzen             | NTT                                            | Continental          |
| 2020      | 3                    | Marcos Jurado            | Electro Híper Europa                           | Continental          |
| 2020      | 3                    | Samuel Blanco            | Atum General-Tavira-Maria Nova Hotel           | Continental          |
| 2020      | 3                    | Iúri Leitão              | Tavfer-Measindot-Mortágua                      | Continental          |
| 2021      | 2                    | Pablo Alonso Montes      | Electro Híper Europa-Caldas                    | Continental          |
| 2021      | 2                    | Daniel Jiménez           | Manuela Fundación                              | Continental          |
| 2022      | 1                    | Brayan Obando            | Movistar-Best PC                               | Continental          |
| 2023      | 3                    | Vicente Rojas            | Green Project-Bardiani-CSF-Faizanè (stagiaire) | ProTeam              |
| 2023      | 3                    | Álvaro Navas             | Tavfer-Ovos Matinados-Mortágua (stagiaire)     | Continental          |
| 2023      | 3                    | Andrés Taboada           | Tavfer-Ovos Matinados-Mortágua (stagiaire)     | Continental          |
| 2024      | 2                    | Juan Pablo Ortega        | Nu Colombia                                    | Continental          |
| 2024      | 2                    | Lucas Lopes              | Rádio Popular-Paredes-Boavista                 | Continental          |
| Total     | 26                   | X                        | X                                              | X                    |

## Corredores profesionales la temporada anterior
| Temporada | Número de corredores | Corredor                        | Equipo profesional la temporada anterior        | Categoría del equipo |
| --------- | -------------------- | ------------------------------- | ----------------------------------------------- | -------------------- |
| 2008      | 4                    | Pablo de Pedro García           | Grupo Nicolás Mateos                            | ProTeam              |
| 2008      | 4                    | Raúl García de Mateos           | Relax-GAM                                       | ProTeam              |
| 2008      | 4                    | Óscar García-Casarrubios        | Relax-GAM                                       | ProTeam              |
| 2008      | 4                    | Ángel Vallejo Domínguez         | Relax-GAM                                       | ProTeam              |
| 2009      | 4                    | Moisés Dueñas                   | Barloworld                                      | ProTeam              |
| 2009      | 4                    | Rafael Rodríguez Segarra        | Contentpolis-Murcia                             | ProTeam              |
| 2009      | 4                    | Alexis Rodríguez                | Fercase-Rota dos Móveis                         | Continental          |
| 2009      | 4                    | Carlos Oyarzún                  | Tecos de la Universidad Autónoma de Guadalajara | Continental          |
| 2010      | 5                    | Raúl García de Mateos           | Andorra-Grandvalira                             | Continental          |
| 2010      | 5                    | Vicente García de Mateos        | Andorra-Grandvalira                             | Continental          |
| 2010      | 5                    | Ángel Vallejo Domínguez         | Andorra-Grandvalira                             | Continental          |
| 2010      | 5                    | Alexis Rodríguez                | LeTua                                           | Continental          |
| 2010      | 5                    | Virgilio Filipe Magalhães Neves | Loulé-Louletano                                 | Continental          |
| 2011      | 2                    | José Antonio de Segovia         | Xacobeo Galicia                                 | ProTeam              |
| 2011      | 2                    | Aser Estévez                    | Xacobeo Galicia (stagiaire)                     | ProTeam              |
| 2012      | 2                    | Jonathan Perdiguero             | Caja Rural                                      | ProTeam              |
| 2012      | 2                    | Noel Martín                     | Orbea                                           | Continental          |
| 2013      | 0                    | -                               | -                                               | -                    |
| 2014      | 1                    | Alejandro Marque                | OFM-Quinta da Lixa                              | Continental          |
| 2015      | 0                    | -                               | -                                               | -                    |
| 2016      | 1                    | João Matias                     | W52-Quinta da Lixa                              | Continental          |
| 2017      | 2                    | Leonel Coutinho                 | LA Alumínios-Antarte                            | Continental          |
| 2017      | 2                    | Martín Lestido                  | Tuşnad                                          | Continental          |
| 2018      | 4                    | Iván Martínez                   | Bolivia                                         | Continental          |
| 2018      | 4                    | Joan Ruiz                       | Burgos-BH                                       | Continental          |
| 2018      | 4                    | Óscar González Brea             | Sporting-Tavira                                 | Continental          |
| 2018      | 4                    | Sergio Vega                     | Unieuro-Trevigiani-Hemus 1896                   | Continental          |
| 2019      | 0                    | -                               | -                                               | -                    |
| 2020      | 1                    | Marcos Jurado                   | Efapel                                          | Continental          |
| 2021      | 0                    | -                               | -                                               | -                    |
| 2022      | 3                    | Isaac Cantón                    | Burgos-BH                                       | ProTeam              |
| 2022      | 3                    | Carmelo Urbano                  | Caja Rural-Seguros RGA                          | ProTeam              |
| 2022      | 3                    | José Autrán                     | Start                                           | Continental          |
| 2023      | 2                    | Daniel Jiménez                  | Manuela Fundación                               | Continental          |
| 2023      | 2                    | Vicente Rojas                   | Swift Carbon                                    | Continental          |
| 2024      | 3                    | Mateu Estelrich                 | Electro Híper Europa                            | Continental          |
| 2024      | 3                    | Lucas Lopes                     | Electro Híper Europa                            | Continental          |
| 2024      | 3                    | Álvaro Navas                    | Tavfer-Ovos Matinados-Mortágua (stagiaire)      | Continental          |
| 2025      | 1                    | Guillermo García Janeiro        | Sabgal-Anicolor                                 | Continental          |
| Total     | 26                   | X                               | X                                               | X                    |

## Excorredores en equipos profesionales por temporada
| Temporada | Número de corredores | Corredor                  | Equipo                                         | Categoría del equipo |
| --------- | -------------------- | ------------------------- | ---------------------------------------------- | -------------------- |
| 2009      | 6                    | David Calatayud           | Contentpolis-AMPO                              | ProTeam              |
| 2009      | 6                    | Óscar García-Casarrubios  | Contentpolis-AMPO                              | ProTeam              |
| 2009      | 6                    | Marcos García             | Xacobeo Galicia                                | ProTeam              |
| 2009      | 6                    | Raúl García de Mateos     | Andorra-Grandvalira                            | Continental          |
| 2009      | 6                    | Pablo de Pedro García     | Loulé                                          | Continental          |
| 2009      | 6                    | Ángel Vallejo Domínguez   | Loulé                                          | Continental          |
| 2010      | 5                    | Marcos García             | Xacobeo Galicia                                | ProTeam              |
| 2010      | 5                    | Óscar García-Casarrubios  | Heraklion-Kastro-Murcia                        | Continental          |
| 2010      | 5                    | Edgar Nieto               | LeTua                                          | Continental          |
| 2010      | 5                    | Alexis Rodríguez          | LeTua                                          | Continental          |
|           |                      | José Antonio de Segovia   | Xacobeo Galicia                                | ProTeam              |
| 2011      | 4                    | Carlos Oyarzún            | Movistar                                       | WorldTeam            |
| 2011      | 4                    | Marcos García             | KTM-Murcia                                     | Continental          |
| 2011      | 4                    | Óscar García-Casarrubios  | KTM-Murcia                                     | Continental          |
| 2011      | 4                    | Alexis Rodríguez          | LeTua                                          | Continental          |
| 2012      | 2                    | Marcos García             | Caja Rural                                     | ProTeam              |
| 2012      | 2                    | Moisés Dueñas             | Burgos-BH-Castilla y León                      | Continental          |
| 2013      | 8                    | Jonathan Perdiguero       | Androni Giocattoli-Venezuela                   | ProTeam              |
| 2013      | 8                    | Marcos García             | Caja Rural-Seguros RGA                         | ProTeam              |
| 2013      | 8                    | Rubén Martínez González   | Caja Rural-Seguros RGA                         | ProTeam              |
| 2013      | 8                    | Moisés Dueñas             | Burgos-BH-Castilla y León                      | Continental          |
| 2013      | 8                    | Carlos Oyarzún            | Louletano-Dunas Douradas                       | Continental          |
| 2013      | 8                    | Vicente García de Mateos  | Matrix-Powertag                                | Continental          |
| 2013      | 8                    | Edgar Nieto               | Polygon Sweet Nice                             | Continental          |
|           |                      | Raúl García de Mateos     | Louletano-Dunas Douradas                       | Continental          |
| 2014      | 7                    | Marcos García             | Caja Rural-Seguros RGA                         | ProTeam              |
| 2014      | 7                    | Edgar Nieto               | 7-Eleven - Road Bike Philippines               | Continental          |
| 2014      | 7                    | Ariel Sívori              | Buenos Aires Provincia                         | Continental          |
| 2014      | 7                    | Moisés Dueñas             | Burgos-BH                                      | Continental          |
| 2014      | 7                    | Carlos Oyarzún            | Efapel-Glassdrive                              | Continental          |
| 2014      | 7                    | Vicente García de Mateos  | Louletano-Dunas Douradas                       | Continental          |
|           |                      | Raúl García de Mateos     | Louletano-Dunas Douradas                       | Continental          |
| 2015      | 10                   | Ariel Sívori              | Buenos Aires Provincia                         | Continental          |
| 2015      | 10                   | Carlos Oyarzún            | Keith-Mobel-Partizan                           | Continental          |
| 2015      | 10                   | Moisés Dueñas             | Louletano-Ray Just Energy                      | Continental          |
| 2015      | 10                   | Vicente García de Mateos  | Louletano-Ray Just Energy                      | Continental          |
| 2015      | 10                   | Marcos García             | Louletano-Ray Just Energy                      | Continental          |
| 2015      | 10                   | Edgar Nieto               | Qinghai Tianyoude-BH                           | Continental          |
|           |                      | Óscar González Brea       | Efapel                                         | Continental          |
|           |                      | Alejandro Marque          | Efapel                                         | Continental          |
|           |                      | José Antonio de Segovia   | Louletano-Ray Just Energy                      | Continental          |
|           |                      | Martín Lestido            | Tuşnad                                         | Continental          |
| 2016      | 8                    | Edgar Nieto               | 7-Eleven - Sava RBP                            | Continental          |
| 2016      | 8                    | Marcos García             | Kinan                                          | Continental          |
| 2016      | 8                    | Ariel Sívori              | Los Matanceros                                 | Continental          |
| 2016      | 8                    | Vicente García de Mateos  | Louletano-Hospital de Loulé                    | Continental          |
|           |                      | Alejandro Marque          | LA Alumínios-Antarte                           | Continental          |
|           |                      | José Antonio de Segovia   | Louletano-Hospital de Loulé                    | Continental          |
|           |                      | Óscar González Brea       | Sporting-Tavira                                | Continental          |
|           |                      | Martín Lestido            | Tuşnad                                         | Continental          |
| 2017      | 8                    | Marcos García             | Kinan                                          | Continental          |
| 2017      | 8                    | Vicente García de Mateos  | Louletano-Hospital de Loulé                    | Continental          |
| 2017      | 8                    | Edgar Nieto               | 7-Eleven - Road Bike Philippines               | Continental          |
| 2017      | 8                    | Ariel Sívori              | Start-Vaxes                                    | Continental          |
|           |                      | Gonzalo Serrano Rodríguez | Caja Rural-Seguros RGA (stagiaire)             | ProTeam              |
|           |                      | Samuel Blanco             | LA Alumínios-Metalusa-BlackJack                | Continental          |
|           |                      | João Matias               | LA Alumínios-Metalusa-BlackJack                | Continental          |
|           |                      | Raúl García de Mateos     | Louletano-Hospital de Loulé                    | Continental          |
|           |                      | Óscar González Brea       | Sporting-Tavira                                | Continental          |
|           |                      | Alejandro Marque          | Sporting-Tavira                                | Continental          |
| 2018      | 6                    | Vicente García de Mateos  | Aviludo-Louletano-Uli                          | Continental          |
| 2018      | 6                    | Marcos García             | Kinan                                          | Continental          |
| 2018      | 6                    | Edgar Nieto               | Ningxia Sports Lottery-Livall                  | Continental          |
|           |                      | Gonzalo Serrano Rodríguez | Caja Rural-Seguros RGA                         | ProTeam              |
|           |                      | Alejandro Marque          | Sporting-Tavira                                | Continental          |
|           |                      | Leonel Coutinho           | Vito-Feirense-BlackJack                        | Continental          |
|           |                      | João Matias               | Vito-Feirense-BlackJack                        | Continental          |
| 2019      | 7                    | Marcos García             | Kinan                                          | Continental          |
| 2019      | 7                    | Vicente García de Mateos  | Ludofoods-Louletano-Aviludo                    | Continental          |
| 2019      | 7                    | Edgar Nieto               | Taiyuan-Miogee                                 | Continental          |
|           |                      | David González López      | Caja Rural-Seguros RGA                         | ProTeam              |
|           |                      | Gonzalo Serrano Rodríguez | Caja Rural-Seguros RGA                         | ProTeam              |
|           |                      | Leonel Coutinho           | Ludofoods-Louletano-Aviludo                    | Continental          |
|           |                      | Sergio Vega               | Miranda-Mortágua                               | Continental          |
|           |                      | Alejandro Marque          | Sporting-Tavira                                | Continental          |
|           |                      | João Matias               | Vito-Feirense-PNB                              | Continental          |
| 2020      | 7                    | Vicente García de Mateos  | Aviludo-Louletano                              | Continental          |
| 2020      | 7                    | Carlos Oyarzún            | BAI-Sicasal-Petro de Luanda                    | Continental          |
| 2020      | 7                    | Marcos García             | Kinan                                          | Continental          |
| 2020      | 7                    | Edgar Nieto               | Ssois-Miogee                                   | Continental          |
|           |                      | David González López      | Caja Rural-Seguros RGA                         | ProTeam              |
|           |                      | Gonzalo Serrano Rodríguez | Caja Rural-Seguros RGA                         | ProTeam              |
|           |                      | Alejandro Marque          | Atum General-Tavira-Maria Nova Hotel           | Continental          |
|           |                      | João Matias               | Aviludo-Louletano                              | Continental          |
|           |                      | Jesús Arozamena           | Feirense                                       | Continental          |
|           |                      | Alejandro Regueiro Pérez  | Gios-Kiwi Atlántico                            | Continental          |
|           |                      | Martín Bouzas             | Kern Pharma                                    | Continental          |
|           |                      | Marc Pritzen              | NTT                                            | Continental          |
| 2021      | 9                    | Vicente García de Mateos  | Antarte-Feirense                               | Continental          |
| 2021      | 9                    | Marcos García             | Kinan                                          | Continental          |
| 2021      | 9                    | Carlos Oyarzún            | Louletano-Loulé Concelho                       | Continental          |
| 2021      | 9                    | Edgar Nieto               | SNC                                            | Continental          |
|           |                      | Gonzalo Serrano Rodríguez | Movistar                                       | WorldTeam            |
|           |                      | David González López      | Caja Rural-Seguros RGA                         | ProTeam              |
|           |                      | Samuel Blanco             | Atum General-Tavira-Maria Nova Hotel           | Continental          |
|           |                      | Alejandro Marque          | Atum General-Tavira-Maria Nova Hotel           | Continental          |
|           |                      | Guillermo García Janeiro  | Efapel                                         | Continental          |
|           |                      | Marcos Jurado             | Electro Híper Europa                           | Continental          |
|           |                      | João Matias               | Louletano-Loulé Concelho                       | Continental          |
|           |                      | Marc Pritzen              | Qhubeka                                        | Continental          |
|           |                      | Iúri Leitão               | Tavfer-Measindot-Mortágua                      | Continental          |
| 2022      | 10                   | Vicente García de Mateos  | Aviludo-Louletano-Loulé Concelho               | Continental          |
| 2022      | 10                   | Carlos Oyarzún            | Aviludo-Louletano-Loulé Concelho               | Continental          |
| 2022      | 10                   | Marcos García             | Kinan                                          | Continental          |
| 2022      | 10                   | Edgar Nieto               | Spor Toto                                      | Continental          |
|           |                      | Gonzalo Serrano Rodríguez | Movistar                                       | WorldTeam            |
|           |                      | David González López      | Caja Rural-Seguros RGA                         | ProTeam              |
|           |                      | Iúri Leitão               | Caja Rural-Seguros RGA                         | ProTeam              |
|           |                      | Samuel Blanco             | Atum General-Tavira-Maria Nova Hotel           | Continental          |
|           |                      | Alejandro Marque          | Atum General-Tavira-Maria Nova Hotel           | Continental          |
|           |                      | Pablo Alonso Montes       | Electro Híper Europa-Caldas                    | Continental          |
|           |                      | Marcos Jurado             | Electro Híper Europa-Caldas                    | Continental          |
|           |                      | Daniel Jiménez            | Manuela Fundación                              | Continental          |
|           |                      | Guillermo García Janeiro  | Rádio Popular-Paredes-Boavista                 | Continental          |
|           |                      | João Matias               | Tavfer-Mortágua-Ovos Matinados                 | Continental          |
| 2023      | 7                    | Vicente García de Mateos  | Aviludo-Louletano-Loulé Concelho               | Continental          |
| 2023      | 7                    | Carlos Oyarzún            | Aviludo-Louletano-Loulé Concelho               | Continental          |
| 2023      | 7                    | Edgar Nieto               | Matrix-Powertag                                | Continental          |
|           |                      | Gonzalo Serrano Rodríguez | Movistar                                       | WorldTeam            |
|           |                      | David González López      | Caja Rural-Seguros RGA                         | ProTeam              |
|           |                      | Iúri Leitão               | Caja Rural-Seguros RGA                         | ProTeam              |
|           |                      | Vicente Rojas             | Green Project-Bardiani-CSF-Faizanè (stagiaire) | ProTeam              |
|           |                      | Samuel Blanco             | AP Hotels & Resorts-Tavira-SC Farense          | Continental          |
|           |                      | Marc Pritzen              | EF Education-Nippo                             | Continental          |
|           |                      | Louis Bilyard             | Global 6 Cycling                               | Continental          |
|           |                      | Brayan Obando             | Movistar-Best PC                               | Continental          |
|           |                      | Guillermo García Janeiro  | Rádio Popular-Paredes-Boavista                 | Continental          |
|           |                      | João Matias               | Tavfer-Ovos Matinados-Mortágua                 | Continental          |
|           |                      | Álvaro Navas              | Tavfer-Ovos Matinados-Mortágua (stagiaire)     | Continental          |
|           |                      | Andrés Taboada            | Tavfer-Ovos Matinados-Mortágua (stagiaire)     | Continental          |
| 2024      | 9                    | Gonzalo Serrano Rodríguez | Movistar                                       | WorldTeam            |
| 2024      | 9                    | David González López      | Caja Rural-Seguros RGA                         | ProTeam              |
| 2024      | 9                    | Iúri Leitão               | Caja Rural-Seguros RGA                         | ProTeam              |
| 2024      | 9                    | Vicente Rojas             | VF Group-Bardiani-CSF-Faizanè                  | ProTeam              |
| 2024      | 9                    | Samuel Blanco             | AP Hotels & Resorts-Tavira-SC Farense          | Continental          |
| 2024      | 9                    | Brayan Obando             | Best PC                                        | Continental          |
| 2024      | 9                    | Guillermo García Janeiro  | Sabgal-Anicolor                                | Continental          |
| 2024      | 9                    | João Matias               | Tavfer-Ovos Matinados-Mortágua                 | Continental          |
| 2024      | 9                    | Andrés Taboada            | Tavfer-Ovos Matinados-Mortágua                 | Continental          |
| 2025      | 8                    | Gonzalo Serrano Rodríguez | Movistar                                       | WorldTeam            |
| 2025      | 8                    | Iúri Leitão               | Caja Rural-Seguros RGA                         | ProTeam              |
| 2025      | 8                    | David González López      | Q36.5                                          | ProTeam              |
| 2025      | 8                    | Vicente Rojas             | VF Group-Bardiani-CSF-Faizanè                  | ProTeam              |
| 2025      | 8                    | Juan Pablo Ortega         | Nu Colombia                                    | Continental          |
| 2025      | 8                    | Lucas Lopes               | Rádio Popular-Paredes-Boavista                 | Continental          |
| 2025      | 8                    | João Matias               | Tavfer-Ovos Matinados-Mortágua                 | Continental          |
| 2025      | 8                    | Andrés Taboada            | Tavfer-Ovos Matinados-Mortágua                 | Continental          |